# Ричмонд-Гайтс (Міссурі)
Ричмонд-Гайтс (англ. Richmond Heights) — місто (англ. city) в США, в окрузі Сент-Луїс штату Міссурі. Населення — 9286 осіб (2020).

## Географія
Ричмонд-Гайтс розташований за координатами 38°37′51″ пн. ш. 90°19′59″ зх. д. / 38.63083° пн. ш. 90.33306° зх. д. (38.630879, -90.333024).  За даними Бюро перепису населення США в 2010 році місто мало площу 5,96 км², уся площа — суходіл.

## Демографія
Згідно з переписом 2010 року, у місті мешкали 8603 особи в 4244 домогосподарствах у складі 2012 родин. Густота населення становила 1444 особи/км².  Було 4680 помешкань (786/км²).
Расовий склад населення:
| - 81,7 % — білих - 11,6 % — чорних або афроамериканців - 4,2 % — азіатів - 0,2 % — корінних американців |

До двох чи більше рас належало 1,8 %. Частка іспаномовних становила 2,3 % від усіх жителів.
За віковим діапазоном населення розподілялося таким чином: 18,2 % — особи молодші 18 років, 68,3 % — особи у віці 18—64 років, 13,5 % — особи у віці 65 років та старші. Медіана віку мешканця становила 38,6 року. На 100 осіб жіночої статі у місті припадало 88,0 чоловіків;  на 100 жінок у віці від 18 років та старших — 85,3 чоловіків також старших 18 років.
Середній дохід на одне домашнє господарство  становив 106 331 долар США (медіана — 68 364), а середній дохід на одну сім'ю — 152 379 доларів (медіана — 107 308). Медіана доходів становила 70 718 доларів для чоловіків та 51 866 доларів для жінок. За межею бідності перебувало 8,3 % осіб, у тому числі 5,2 % дітей у віці до 18 років та 9,6 % осіб у віці 65 років та старших.
Цивільне працевлаштоване населення становило 5038 осіб. Основні галузі зайнятості: освіта, охорона здоров'я та соціальна допомога — 34,6 %, науковці, спеціалісти, менеджери — 15,8 %, фінанси, страхування та нерухомість — 10,9 %, роздрібна торгівля — 7,9 %.